# Abraxas adelphica
Abraxas adelphica es una especie de polilla de la familia Geometridae. La especie fue descrita por primera vez por Eugen Wehrli en 1932 y se puede encontrar distribuido en China. El holotipo de la especie fue descrita en el sector Tachien-lu, a poca distancia de Kangding, en el extremo este del Tíbet.